# Luis Marías Amondo
Luis Marías Amondo (Bilbao, 4 de desembre de 1962) és un guionista i director de cinema basc. El 1985 es va llicenciar en ciències de la informació per la Universitat del País Basc. Va crear una productora amb Enrique Urbizu i altres cineastes bascos i va començar treballant al cinema en la dècada del 1980 coma escriptor i guionista a les pel·lícules Tu novia está loca (1988) o Todo por la pasta (1991), que li va valdre una nominació al Goya al millor guió original. Després va treballar com a guionista a diverses sèries de televisió com Farmacia de guardia (1995), Turno de oficio: Diez años después (1996), A las once en casa (1998), Condenadas a entenderse (1999), Manolito Gafotas (2004), Ana y los 7 (2005), Al filo de la ley (2005) i Maitena: Estados alterados (2012).
Va debutar com a director de cinema amb X el 2002, on permet Antonio Resines canviar el seu registre habitual. No tornaria a dirigir fins 2012, quan va dirigir la pel·lícula Lluna plena amb Nacho Fresneda i la minisèrie Guernica sota les bombes. El 2014 va rodar el seu tercer llargmetratge, Fuego, ambientada al País Basc sobre el desig de venjança per les conseqüències de les accions d'ETA i protagonitzada per José Coronado. El 2015 va participar en la pel·lícula col·lectiva Bilbao-Bizkaia Ext: Día que participava en el festival Zinebi 57.